# Ashley Montagu
Montague Francis Ashley Montagu, ursprungligen Israel Ehrenberg, född  1905 i London, Storbritannien, död 1999 i Princeton, New Jersey, Förenta Staterna, var en brittisk-amerikansk antropolog som populariserade ämnen som ras och kön och deras förhållande till politik och utveckling. Han var rapporteur (tillsatt utredare) under 1950 för Unescos uttalande The Race Question. 
Som ung man ändrade han sitt namn till "Montague Francis Ashley-Montagu". Efter sin flytt till Förenta Staterna använde han namnet "Ashley Montagu". 

## Partiell bibliografi
- Science and Creationism 1984
- Life Before Birth
- Touching: The Human Significance of The Skin 1971
- On Being Human
- The Direction of Human Development: Biological and Social Bases
- Culture and human development
- The Nature of Human Aggression
- The Natural Superiority of Women
- . (1989), Growing Young (2nd), Westport, Connecticut: Bergin & Garvey, ISBN 0-89789-166-X, http://books.google.com/books?id=EoTXLpEX-h4C&printsec=frontcover&dq=growing+young&hl=en&ei=53SRTJ3RFImsvgPrmPWeBA&sa=X&oi=book_result&ct=result&resnum=1&ved=0CDMQ6AEwAA#v=onepage&q&f=false, läst 16 september 2010
- Race and IQ
- Living and Loving
- The Anatomy of Swearing
- The Human Connection
- The Peace of The World
- Man’s Most Dangerous Myth: The Fallacy of Race (1942)
- Human Evolution
- Anthropology and Human Nature
- The Elephant Man: A Study in Human Dignity. (1942)
- The Cultured Man
- Man: His first Million Years
- Human Heredity